# 빌라노바툴로
빌라노바툴로(Villanova Tulo), 사르데냐어로는 비다 노아 데 툴루는 이탈리아 수드사르데냐도의 코무네로, 칼리아리에서 북쪽으로 약 80 킬로미터 (50 마일) 떨어져 있다.
빌라노바툴로는 가도니, 이실리, 라코니, 누리, 사달리, 세울로의 코무네들과 경계를 이룬다.